# قاضي السفلي (غرمخان)
قاضي السفلی (بالفارسية: قاضی سفلی) هي قرية تقع في إيران في قسم غرمخان الريفي. يقدر عدد سكانها بـ 114 نسمة بحسب إحصاء 2016.